# Ústav chemických procesů Akademie věd České republiky
Ústav chemických procesů AV ČR, v. v. i., je jedním ze šesti ústavů sekce chemických věd Akademie věd České republiky. Ústav se zaměřuje na výzkum v oblasti chemie, biochemie, katalýzy a životního prostředí. Studují se zde kromě jiného vícefázové reagující systémy pro návrh chemických procesů v oblastech syntézy a přípravy nových materiálů, energetiky a ochrany životního prostředí. O jeho významu na poli české i mezinárodní vědy svědčí účast jeho výzkumných týmů v projektech financovaných Evropskou unií, jako např. IMPULSE, EUCAARI nebo MULTIPRO. Projekt MATINOES byl dokonce vyhodnocen jako jeden z dvaceti nejlepších projektů řešených v rámci 6. rámcového programu.

## Historie
Ústav vznikl v Československé akademii věd roku 1960 rozdělením Chemického ústavu ČSAV na Ústav teoretických základů chemické techniky a Ústav organické chemie a biochemie a byl od samého počátku budován jakožto multidisciplinární vědecké pracoviště.
Jeho zakladatel a první ředitel prof. Vladimír Bažant byl chemický technolog s širokým rozhledem a ctil moderní koncepci, bez které by se vývoj nových procesů nemohl úspěšně uskutečňovat. U vědomí toho přizval ke spolupráci chemického inženýra prof. George L. Standarta, rodáka z USA, který v 50. a 60. letech 20. století položil základní kámen k vývoji oboru chemického inženýrství u nás. Vědecký výzkum chemických procesů se samozřejmě nemohl rovněž obejít bez solidního fyzikálně chemického základu. O tento aspekt výzkumu byl ústav obohacen příchodem prof. Eduarda Hály a jeho týmu fyzikálních chemiků do nově budovaného areálu v severozápadním předměstí Prahy v Suchdole-Lysolajích, který byl otevřen v roce 1964.
Postupně byly v ústavu nově rozvíjeny další obory chemického inženýrství a chemické technologie, jako např. reaktorové inženýrství, homogenní katalýza, studium nenewtonských tekutin, sublimace, separační procesy, dynamika a řízení chemických systémů a jiné. Většina těchto nových podoborů byla zavedena jako logicky potřebná podpora rozsáhlého a víceletého projektu pro vývoj kompletní technologie výroby kyseliny tereftalové a polyesterů.
Po r. 1989 proběhlo několik reorganizací pracovišť ústavu, které vedly k postupnému snížení stavu pracovníků o 50%. Výzkum byl racionálně integrován, což odráží nynější struktura ústavu. Název byl rovněž změněn na výstižnější Ústav chemických procesů; tradiční anglický název Institute of Chemical Process Fundamentals přitom zůstal zachován.

## Současnost

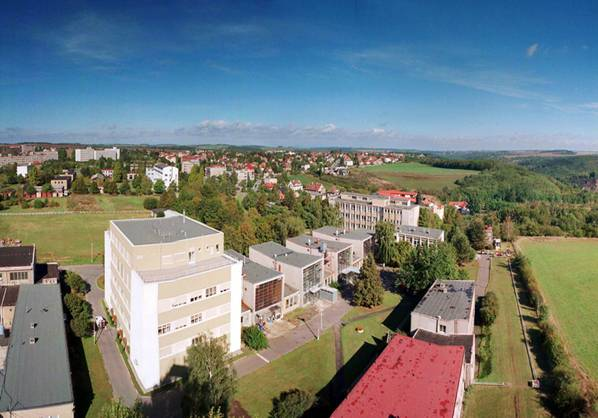
Pohled na areál AVČR Praha 6 Suchdol

Ústav chemických procesů se v současné době zabývá výzkumem v oblasti teorie chemických procesů, zejména ve vědních oborech chemické inženýrství, fyzikální chemie, chemické technologie a inženýrství životního prostředí.

## Hlavní výzkumné směry
- molekulární teorie a počítačové simulace kapalných soustav
- termodynamika tekutých soustav, stavové chování čistých látek a směsí a fázové rovnováhy
- výzkum a vývoj mikroreaktorů
- základy procesů s využitím superkritických tekutin
- pokročilé katalytické procesy, morfologie a vlastnosti katalyzátorů, příprava katalyzátorů
- studium a příprava nanomateriálů a nanovláken
- textura porézních látek a transportní jevy v porézních látkách
- membránové separace, pervaporace a permeace
- studium a aplikace biokatalyzátorů, bioremediace
- struktura, reaktivita a katalytické vlastnosti organokovových komplexů
- NMR spektroskopie
- spalování a zplyňování ve fluidním loži
- fotochemické reakce v mikrovlnném poli a mikrovlnné technologie
- dynamika tekutin a transportní jevy ve vícefázových systémech
- reologické vlastnosti mikrodisperzí a kapalin
- chemie a fyzika aerosolů
- reakce indukované laserem a aerosolové procesy pro přípravu nových sloučenin a kompozitů

## Organizační struktura

### Vedení
- Ředitel: Ing. Michal Šyc, Ph.D.
- Předseda rady ústavu: Dr. Ing. Vladimír Ždímal
- Vědecký tajemník: Ing. Vladimír Církva, Dr.

### Vědecká oddělení
1. Oddělení membránových separačních procesů – Ing. Pavel Izák, Ph.D., DSc
2. Oddělení chemie a fyziky aerosolů – Ing. Vladimír Ždímal, Dr.
3. Oddělení katalýzy a reakčního inženýrství – Ing. Olga Šolcová, DSc.
4. Oddělení vícefázových reaktorů – doc. Ing. Marek Růžička, DSc.
5. Oddělení analytické chemie – Ing. Jan Sýkora, Ph.D.
6. Oddělení environmentálního inženýrství – Ing. Michal Šyc, Ph.D.
7. Oddělení molekulárního a mesoskopického modelování – prof. Ing. Martin Lísal, DSc.
8. Oddělení laserové chemie – RNDr. Radek Fajgar, CSc.
9. Oddělení pokročilých materiálů a organické syntézy – Ing. Jan Storch, Ph.D.
10. Oddělení bioorganických látek a nanokompozitů – Ing. Tomáš Strašák, Ph.D.

### Dozorčí rada
- Prof. Ing. Vladimír Mareček, DrSc. – předseda

### Rada ústavu
- Dr. Ing. Vladimír Ždímal – předseda

## Doktorské studium
ÚCHP má od Ministerstva školství mládeže a tělovýchovy ČR společně akreditované postgraduální doktorské studium nejen se všemi fakultami VŠCHT Praha, ale i s dalšími fakultami českých univerzit. Doktorandi z tuzemska i ze zahraničí mají příležitost využít mimo odborných zkušeností školitelů také unikátní aparatury a špičkové přístrojové vybavení při práci na svých disertacích v těchto oborech:
- Chemické inženýrství,
- Fyzikální chemie,
- Organická technologie,
- Organická chemie,
- Anorganická chemie,
- Biotechnologie,
- Chemie a technologie ochrany prostředí

## Vybrané vědecko-výzkumné projekty
- Výzkum vícefázových reagujících systémů pro návrh procesů v oblastech syntézy a přípravy nových materiálů, energetiky a ochrany životního prostředí
- F3 Factory – Výzkum a vývoj flexibilních technologií s využitím mikroaparátů
- Studium botnání polymerní membrány a využití tohoto efektu pro zvýšení její permeability
- Separace těkavých organických látek ve vzduchu
- Optimalizace superkritické extrakce pro maximální výtěžnost biologicky aktivních látek z rostlin
- Stanovení fázového a stavového chování tekutin a tekutých směsí pro procesy probíhající za superambientních podmínek:molekulární teorie a experiment
- Počítačové modelování strukturních, dynamických a transportních vlastností tekutin v nanorozměrech
- Hierarchické nanosystémy pro mikroelektroniku
- HUGE2 – Podzemní zplyňování uhlí pro Evropu – ekologické a bezpečnostní aspekty
- Speciální katalytické procesy a materiály
- Moderní teoretické metody pro analýzu chemických vazeb
- Strukturované katalyzátory s nízkou koncentrací aktivních komponent určené pro totální oxidaci VOC
- Reaktivní chemické bariéry pro dekontaminaci silně znečištěných podzemních vod
- Odstranění endokrinních disruptorů z odpadních a pitných vod pomocí fotokatalytických a biologických procesů
- Transportní a reakční procesy v komplexních vícefázových systémech
- Stanovení účinnosti koalescence bublin v kapalinách
- Přístěnné efekty při toku mikrodisperzních kapalin:zdánlivý skluz a elektrokinetický potenciál
- Nové anorganicko-organické hybridní nanomateriály
- Tvorba vazeb za uvolnění vodíku katalyzovaná komplexy titanu
- Celobuněčné optické senzory
- Příprava chirálních stacionárních fází pro HPLC na bázi helicenů
- FLEXGAS – Pokročilé fluidní zplyňování s nízkými emisemi
- Pokročilé metody fluidního a hořákového spolu-zplyňování biomasy a uhlí s odstraňováním CO2
- Odpady jako suroviny a zdroje energie
- Vývoj a ověření technologie termické desorpce s užitím mikrovlnného záření
- Evropská stanice pro komplexní výzkum atmosférických aerosolů
- Vliv povrchových procesů a elektromagnetického záření na transportní jevy v aerosolových systémech s nanočásticemi
- Vývoj a aplikace nových experimentálních metod pro měření heterogenních částic v přehřáté páře
- Příprava fotokatalyzátorů na bázi Ti/O/Si laserovou depozicí z plynné fáze a sol/gel technikou